# Game (сеть магазинов)
GAME — британский ритейлер видеоигр, ранее бывший дочерней компанией Game Digital и полностью принадлежавший Frasers Group с июня 2019 года.
Истоки компании лежат в Rhino Group, основанной Терри Норрисом и Бевом Рипли в 1992 году. В 1990-х годах произошел ряд слияний и поглощений, а в 1999 году компания была приобретена Electronics Boutique Limited, переименовавшей себя в The Game Group. Компания продолжала расширяться в течение 2000-х годов, приобретя несколько розничных торговцев, включая Gameswizards в Австралии.
В марте 2012 года несколько поставщиков, включая Nintendo, Electronic Arts и Capcom, отказались поставлять свои новейшие продукты из-за опасений за кредитоспособность Game. Впоследствии GAME прошла через банкротство 26 марта 2012 года и была выкуплена компанией OpCapita на следующей неделе. Впоследствии Baker Acquisitions была переименована в Game Retail Ltd.
Компания работала в Великобритании под брендами GAME и Gamestation с момента приобретения последней в мае 2007 до конца 2012 года, когда было объявлено, что бизнес будет сосредоточен исключительно на торговой марке GAME. Ассортимент магазинов включает игровые консоли, мобильные телефоны, аксессуары к компьютерам и т. д.
GAME Digital plc отчиталась о финансовых потерях в размере 10,4 миллиона фунтов стерлингов за 12-месячный период с июля 2016 по июль 2017 года. За соответствующий период 2015—2016 годов компания имела чистую прибыль в размере 7,1 млн фунтов стерлингов.
В июне 2019 года Game Digital согласилась на поглощение компании Frasers Group за 52 миллиона фунтов стерлингов.